# Sabina Sakoh

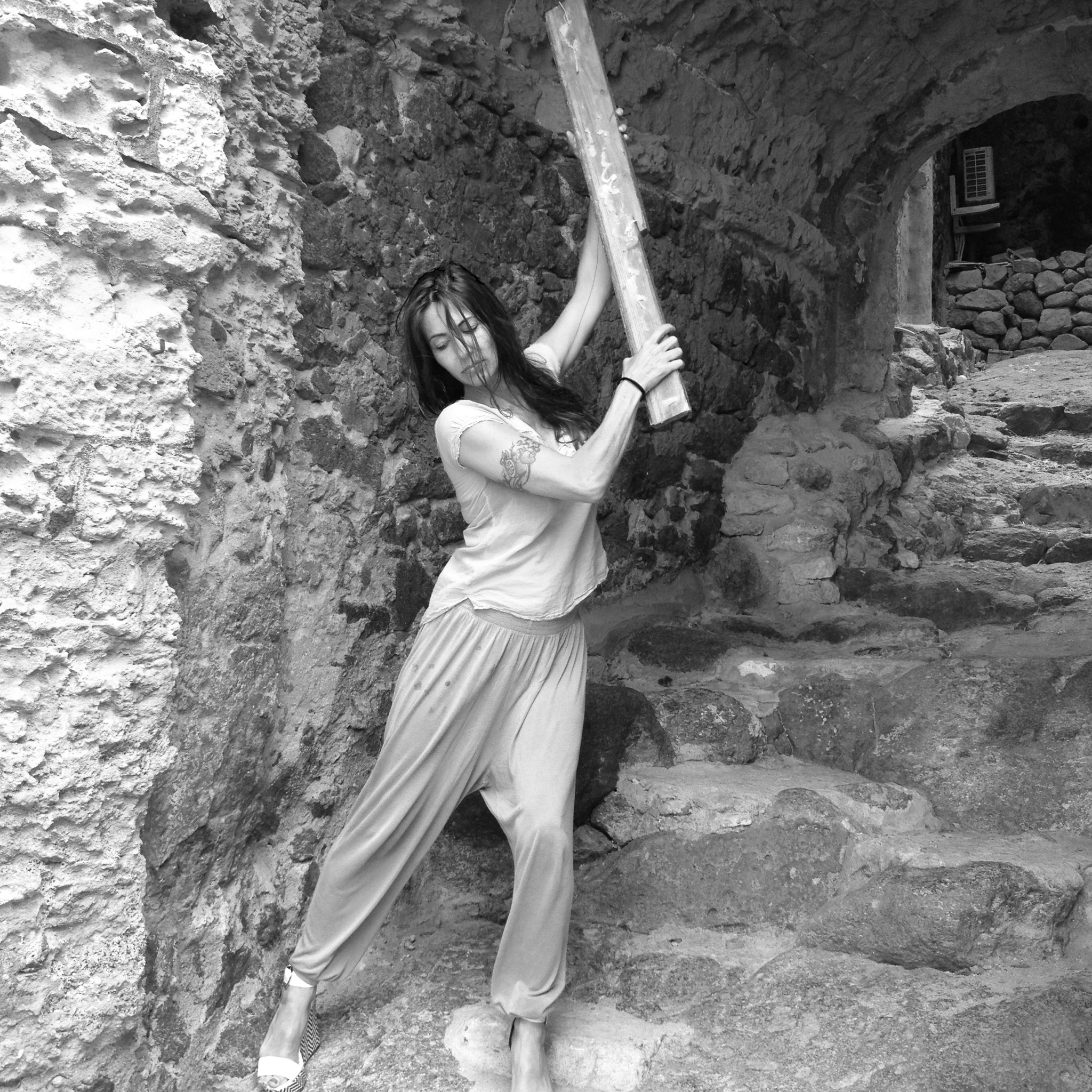
Sabina Sakoh (2014)

Sabina Sakoh (* in München als Sabina Niederkofler) ist eine deutsche Malerin.

## Leben und Werk
Sakohs Großvater war der Widerstandskämpfer und Künstler Günther Strupp, ein Freund von Bertolt Brecht und George Grosz. Er brachte sie zur Malerei. Ab 1984 studierte sie Malerei an der Kunstakademie München (bei Hans Baschang). Von 1989 bis 1992 war sie an der dortigen Deutschen Meisterschule für Mode und Design bei Stephan Kellhammer und Hans Schütz eingeschrieben, wo sie ihr Diplom machte. Seit 1993 ist Sakoh (bis 2010 unter ihrem Mädchennamen) als freie Malerin tätig. Über Kunstkreise hinaus wurde Sakoh bekannt, nachdem der damalige deutsche Außenminister (2009 bis 2013) Guido Westerwelle ihr Gemälde ‚Februar’ in seinem Dienstzimmer im Auswärtigen Amt hatte aufhängen lassen.
Die Bilder von Sakoh zeigen Figuren in Landschaften und in Innenräumen, welche den Bildraum sowohl nach klassischen als auch nach innovativen Kompositionsregeln strukturieren. Die Figuren sind zeitgenössische Interpretationen historischen Personals und Verfremdungen der christlichen Ikonographie. Malerisch entwickeln sie sich aus der Farbe, wohingegen die Umgebung oft nur angedeutet oder als unendlicher Raum dargestellt wird. Das oft rätselhaft somnambule Handeln der Figuren verleiht den Gemälden einen neo-surrealistischen Charakter.

## Ausstellungen (Auswahl)

### Biennale/Messe
- 2026: ARTE Genova 2026, Bernheimer Contemporary & Ecco Meineke Gallery
- 2015: 1. Venice Biennale in the Name of Freedom in the Art, Palazzo Albrizzi, Venedig
- 2015: The Armory Show, New York
- 2012/14/16 Art Miami, Miami

### Einzelausstellungen (Auswahl)
- 2024: Do you feel it? Galerie Ecco Meineke, München
- 2023: Erster Blick, Kunsthalle Rostock, Rostock[4]
- 2023: La fête galante, Galerie Heufelder, München
- 2022: Museum Rosenhang, Weilburg an der Lahn, Solohalle, Save our democracy!
- 2021: Levitation, Galerie Brenneke Fine Art, Berlin
- 2020: work in progress (corona)
- 2019: Democracy, Galerie Filser & Gräf, München
- 2018: Simple & True - Metaphysische Ansichten, Kunsthalle Rostock, Rostock[4]
- 2017: Welcome in Germany, Museum Rosenhang
- 2017: Albträume/Träume der Demokratie, Galerie Alen, München
- 2016: Democracy on Air, Galerie Filser & Gräf, München
- 2016: Demokratia 2.0, Kunsthalle Dresden, Dresden
- 2015: Demokratia, Galerie Michael Schultz, Berlin
- 2014: Rien ne va plus, Budapest Art Factory, Budapest
- 2014: Game Over: The Dysfunction of Status Quo, Galerie Michael Schultz, Berlin
- 2012: New Decadence of Painting, Galerie Michael Schultz, Berlin[5]
- 2011: Paris-Tattenbach, Salon Irkutsk, München
- 2010: Little Devil, Maximilianeum, München

### Gruppenausstellungen
- 2023: Frauenpower, mit Elvira Bach und Cornelia Schleime, Museum Rosenhang, Weilburg an der Lahn
- 2022: NFT meets traditional Art, Galerie Bermel de Luxburg
- 2022: I‘m an Alien, Galerie Solarraum, Hamburg
- 2022: A CRYPTO DIMENSION, NFT Videokunst, Galerie Hotel Mond, Berlin
- 2018: Frauen können auch malen!, Galerie Holger John, Dresden
- 2018: Zeitgenossen. Künstler aus der Sammlung Hense, mit Neo Rauch und Stephan Balkenhol, Kunstverein Münsterland, Coesfeld[6]
- 2017: EDITION 12-21, mit Thomas Ruff, Kunsthalle Düsseldorf, Düsseldorf[7]
- 2014: Additionen der Gegenwart. Zeitgenössische Kunst aus der Sammlung Frank Hense mit Birgit Brenner, Marcel Dzama, Martin Eder, Matthias Weischer, Thomas Zipp u. a., Kunstmuseum Bochum, Bochum[8]
- 2014: Hängung #12: Welten träumen, Sammlung Alison & Peter W. Klein, bei Stuttgart[9]
- 2013: Groupshow, mit Georg Baselitz, Jörg Immendorff, Markus Lüpertz, Jonathan Meese, Sigmar Polke, SEO u. a., World Art Museum, Peking
- 2013: Infinity:Neo-expressionism/Contemporary Art, mit Georg Baselitz, Anselm Kiefer, Burkhard Held, Sigmar Polke u. a., Zhan Zhou International Cultural and Creative Industry Park, Peking
- 2011: salondergegenwart, mit Norbert Bisky, Katharina Grosse, Eberhard Havekost, Gert & Uwe Tobias u. a., Elbhof, Hamburg